# Marcel Rouzé
Marcel Edmond Rouzé, né à Gouvieux le 12 mai 1901 et mort le 30 novembre 1979 dans le 10e arrondissement de Paris, est un acteur français.

## Biographie
Né le 12 mai 1901 au domicile de ses parents sis route Nationale no 16, quartier des Aigles, à Gouvieux (Oise).

Fils d'Edmond Rouzé, charretier et de Guillaumette Bernardine Jeanne Marie Fontan.

Marié le 28 avril 1924 à Bacqueville-en-Caux (Seine-Maritime) avec Louise Caron (mariage dissous par décision de divorce rendu le 14 décembre 1937 par le tribunal de la Seine en sa 6e chambre).

Remarié le 12 octobre 1967 à la mairie du 10e arrondissement de Paris avec Marie Léontine Regourd.

Décédé le 30 novembre 1979 à Paris 10e.

## Filmographie

### Cinéma

#### Période 1937/1939
- 1937 : La Citadelle du silence de Marcel L'Herbier - Un officier à la citadelle
- 1938 : L'Entraîneuse de Albert Valentin - Le portier de "La Dame de cœur"
- 1938 : Ernest le rebelle de Christian-Jaque
- 1939 : Le Bois sacré de Léon Mathot et Robert Bibal
- 1939 : Le jour se lève de Marcel Carné - Un agent
- 1939 : Paradis perdu de Abel Gance
- 1939 : Tourbillon de Paris de Henri Diamant-Berger

#### Période 1940/1949
- 1944 : Les Dames du bois de Boulogne de Robert Bresson
- 1945 : L'Affaire du collier de la reine de Jean Dréville et Marcel L'Herbier
- 1945 : Boule de Suif de Christian-Jaque - Le domestique de M. Poitevin
- 1945 : Étoile sans lumière de Marcel Blistène
- 1945 : Messieurs Ludovic de Jean-Paul Le Chanois
- 1945 : Mission spéciale de Maurice de Canonge - film tourné en deux époques -
- 1945 : Nuits d'alerte de Léon Mathot
- 1945 : Le Père Serge de Lucien Ganier-Raymond
- 1945 : Le Roi des resquilleurs de Jean Devaivre
- 1946 : Contre-enquête de Jean Faurez
- 1946 : Macadam de Marcel Blistène
- 1947 : Fausse Identité d'André Chotin
- 1947 : Miroir de Raymond Lamy
- 1947 : Blanc comme neige de André Berthomieu
- 1947 : Quai des Orfèvres de Henri-Georges Clouzot
- 1948 : Clochemerle de Pierre Chenal
- 1948 : Ainsi finit la nuit de Emile-Edwin Reinert
- 1948 : Aux yeux du souvenir de Jean Delannoy
- 1948 : Cartouche, roi de Paris de Guillaume Radot
- 1948 : Le Colonel Durand de René Chanas
- 1948 : L'échafaud peut attendre de Albert Valentin
- 1948 : Gigi de Jacqueline Audry - Un maître d'hôtel
- 1948 : Marlène de Pierre de Hérain
- 1948 : L'Ombre de André Berthomieu
- 1948 : Le Socle de Alain Pol et Paul Colline - court métrage -
- 1949 : Du Guesclin de Bernard de Latour
- 1949 : Fantômas contre Fantômas de Robert Vernay
- 1949 : Piège à hommes de Jean Loubignac
- 1949 : Le Cœur sur la main d'André Berthomieu
- 1949 : La Maternelle d'Henri Diamant-Berger
- 1949 : L'Atomique Monsieur Placido de Robert Hennion
- 1949 : L'Auberge du péché de Jean de Marguenat
- 1949 : Au revoir Monsieur Grock de Pierre Billon
- 1949 : La Belle que voilà de Jean-Paul Le Chanois
- 1949 : Lady Paname de Henri Jeanson
- 1949 : La Marie du port de Marcel Carné
- 1949 : Plus de vacances pour le bon dieu de Robert Vernay
- 1949 : Portrait d'un assassin de Bernard Roland
- 1949 : Rendez-vous avec la chance de Emile-Edwin Reinert
- 1949 : La Souricière d'Henri Calef
- 1949 : La Valse de Paris de Marcel Achard

#### Période 1950/1959
- 1950 : Les Anciens de Saint-Loup de Georges Lampin
- 1950 : Les Deux Gamines de Maurice de Canonge
- 1950 : Fusillé à l'aube de André Haguet
- 1950 : Le Gang des tractions-arrière de Jean Loubignac
- 1950 : Justice est faite de André Cayatte
- 1950 : Ma pomme de Marc-Gilbert Sauvajon
- 1950 : Les Mémoires de la vache Yolande de Ernst Neubach
- 1950 : Pas de pitié pour les femmes de Christian Stengel
- 1950 : Passion de Georges Lampin
- 1950 : Pigalle-Saint-Germain-des-Prés de André Berthomieu
- 1950 : Souvenirs perdus de Christian-Jaque
- 1951 : Boîte de nuit de Alfred Rode
- 1951 : Casque d'Or de Jacques Becker - Un gendarme
- 1951 : Le Crime du Bouif de André Cerf
- 1951 : Ma femme, ma vache et moi de Jean Devaivre
- 1951 : Le Plaisir de Max Ophuls - dans le sketch : "Le modèle"
- 1952 : Monsieur Leguignon lampiste de Maurice Labro - Un gendarme
- 1952 : La Minute de vérité de Jean Delannoy - Un locataire voisin de Daniel
- 1952 : Brelan d'as de Henri Verneuil - (sketch : Le témoignage d'un enfant de chœur)
- 1952 : La Fête à Henriette de Julien Duvivier - L'agent du cambriolage
- 1952 : La Fugue de monsieur Perle de Roger Richebé
- 1952 : Mon curé chez les riches de Henri Diamant-Berger
- 1952 : Nous sommes tous des assassins d'André Cayatte
- 1952 : Plaisirs de Paris de Ralph Habib
- 1953 : Rue de l'Estrapade de Jacques Becker - Le locataire furieux
- 1953 : Tourbillon d'Alfred Rode
- 1953 : Avant le déluge de André Cayatte
- 1953 : Le Chevalier de la nuit de Robert Darène
- 1953 : L'Ennemi public numéro un de Henri Verneuil
- 1953 : Le Grand Jeu de Robert Siodmak - Le portier de l'hôtel
- 1953 : Mandat d'amener de Pierre Louis - Le concierge de l'usine
- 1953 : Quai des blondes de Paul Cadéac
- 1953 : La Rage au corps de Ralph Habib
- 1953 : Les Trois Mousquetaires d'André Hunebelle
- 1954 : Double destin de Victor Vicas
- 1954 : Du rififi chez les hommes de Jules Dassin - "Le premier gendarme"
- 1954 : Nana de Christian-Jaque - Justin, le maître d'hôtel
- 1954 : La Patrouille des sables de René Chanas - Le colonel
- 1954 : Tres hombres van a morir de Feliciano Catalán - version espagnole du précédent - Le colonel
- 1954 : Sur le banc de Robert Vernay - L'agent cycliste
- 1955 : Des gens sans importance d'Henri Verneuil
- 1955 : Le Dossier noir d'André Cayatte
- 1955 : Les Duraton d'André Berthomieu - Un agent
- 1955 : Mémoires d'un flic de Pierre Foucaud
- 1955 : Paris Canaille (ou Paris coquin) de Pierre Gaspard-Huit
- 1955 : Si Paris nous était conté de Sacha Guitry - Le laquais de Beaumarchais
- 1955 : Si tous les gars du monde de Christian-Jaque - Un contrôleur
- 1955 : Sophie et le Crime de Pierre Gaspard-Huit - Un inspecteur
- 1956 : L'Homme à l'imperméable de Julien Duvivier - Le commissaire
- 1956 : Je reviendrai à Kandara de Victor Vicas
- 1956 : La Joyeuse Prison de André Berthomieu
- 1956 : Paris Palace Hôtel de Henri Verneuil
- 1957 : Ces dames préfèrent le mambo de Bernard Borderie - Le maître d'équipage
- 1957 : Échec au porteur de Gilles Grangier
- 1957 : Le Gorille vous salue bien de Bernard Borderie
- 1957 : Ni vu, ni connu de Yves Robert - Un gendarme
- 1957 : Le rouge est mis de Gilles Grangier - Un agent au commissariat
- 1958 : Maxime de Henri Verneuil - Le régisseur
- 1958 : Une balle dans le canon de Charles Gérard et Michel Deville - Le gardien Legendre
- 1959 : Le Chemin des écoliers de Michel Boisrond - Le gardien de la paix
- 1959 : Le Trou de Jacques Becker
- 1959 : La Vache et le Prisonnier d'Henri Verneuil
- 1959 : Le Gendarme de Champignol de Jean Bastia - Le restaurateur

#### Période 1960/1979
- 1960 : Le Caïd de Bernard Borderie - Jean, un inspecteur
- 1962 : Les Amants de Téruel de Raymond Rouleau
- 1962 : Au cœur de la vie de Robert Enrico
- 1962 : Le Jour le plus long - The longest day de Ken Annakin, Elmo Williams, Andrew Marton et Bernhard Wicki
- 1963 : Le journal d'une femme de chambre de Luis Buñuel
- 1970 : Le Distrait de Pierre Richard - Le jardinier
- 1972 : Le Moine de Ado Kyrou
- 1973 : La Merveilleuse Visite de Marcel Carné
- 1976 : Marie-poupée de Joël Séria
- 1980 : Les Turlupins de Bernard Revon - Un prof

### Télévision
- 1964 : L'Abonné de la ligne U de Yannick Andreï
- 1964 : Commandant X - épisode : Le Dossier cours d'assises de Jean-Paul Carrère
- 1966 : Antony de Jean Kerchbron
- 1968 : L'Homme du Picardie de Jacques Ertaud (série télévisée) : Albert Nouvion
- 1969 : En votre âme et conscience, épisode : L'Affaire Deschamps ou la reconstitution de  Jean Bertho
- 1973 : Histoire vraie de Claude Santelli
- 1974 : Une affaire à suivre d'Alain Boudet
- 1978 : Médecins de nuit de Philippe Lefebvre, épisode : Anne : Alfred Fournier

## Théâtre
- 1945 : Topaze de Marcel Pagnol, mise en scène Alfred Pasquali, Théâtre Pigalle
- 1949 : Sébastien de Henri Troyat, mise en scène Alfred Pasquali, Théâtre des Bouffes Parisiens